# Plavání na Letních olympijských hrách 1912
Plavání na Letních olympijských hrách 1912.

## Přehled medailí
| Pořadí | Země                         | Zlato | Stříbro | Bronz | Celkově |
| ------ | ---------------------------- | ----- | ------- | ----- | ------- |
| 1.     | Německo (GER)                | 2     | 3       | 2     | 7       |
| 2.     | Australasie (ANZ)            | 2     | 2       | 2     | 6       |
| 3.     | Spojené státy americké (USA) | 2     | 1       | 1     | 4       |
| 4.     | Kanada (CAN)                 | 2     | 0       | 0     | 2       |
| 5.     | Velká Británie (GBR)         | 1     | 2       | 3     | 6       |
| 6.     | Švédsko (SWE)                | 0     | 1       | 0     | 1       |
| 7.     | Rakousko (AUT)               | 0     | 0       | 1     | 1       |
| Celkem | Celkem                       | 9     | 9       | 9     | 27      |

## Medailisté

### Muži
| Kategorie                    | Zlato                                                                                  | Stříbro                                                                                         | Bronz                                                                                   |
| ---------------------------- | -------------------------------------------------------------------------------------- | ----------------------------------------------------------------------------------------------- | --------------------------------------------------------------------------------------- |
| 100 m volný způsob           | Duke Kahanamoku · Spojené státy americké (USA)                                         | Cecil Healy · Australasie (ANZ)                                                                 | Ken Huszagh · Spojené státy americké (USA)                                              |
| 400 m volný způsob           | George Hodgson · Kanada (CAN)                                                          | John Hatfield · Velká Británie (GBR)                                                            | Harold Hardwick · Australasie (ANZ)                                                     |
| 1500 m volný způsob          | George Hodgson · Kanada (CAN)                                                          | John Hatfield · Velká Británie (GBR)                                                            | Harold Hardwick · Australasie (ANZ)                                                     |
| 100 m znak                   | Harry Hebner · Spojené státy americké (USA)                                            | Otto Fahr · Německo (GER)                                                                       | Paul Kellner · Německo (GER)                                                            |
| 200 m prsa                   | Walter Bathe · Německo (GER)                                                           | Wilhelm Lützow · Německo (GER)                                                                  | Paul Malisch · Německo (GER)                                                            |
| 400 m prsa                   | Walter Bathe · Německo (GER)                                                           | Thor Henning · Švédsko (SWE)                                                                    | Percy Courtman · Velká Británie (GBR)                                                   |
| štafeta 4×200 m volný způsob | Australasie (ANZ) · Cecil Healy · Malcolm Champion · Leslie Boardman · Harold Hardwick | Spojené státy americké (USA) · Ken Huszagh · Harry Hebner · Perry McGillivray · Duke Kahanamoku | Velká Británie (GBR) · William Foster · Thomas Battersby · John Hatfield · Henry Taylor |

### Ženy
| Kategorie                    | Zlato                                                                                         | Stříbro                                                                                    | Bronz                                                                                           |
| ---------------------------- | --------------------------------------------------------------------------------------------- | ------------------------------------------------------------------------------------------ | ----------------------------------------------------------------------------------------------- |
| 100 m volný způsob           | Fanny Duracková · Australasie (ANZ)                                                           | Wilhelmina Wylieová · Australasie (ANZ)                                                    | Jennie Fletcherová · Velká Británie (GBR)                                                       |
| štafeta 4×100 m volný způsob | Velká Británie (GBR) · Belle Mooreová · Jennie Fletcherová · Annie Speirsová · Irene Steerová | Německo (GER) · Wally Dresselová · Louise Ottoová · Hermine Stindtová · Grete Rosenbergová | Rakousko (AUT) · Margarete Adlerová · Klara Milchová · Josephine Stickerová · Berta Zahoureková |